# Matjaž Naglič
Matjaž Naglič, slovenski kitarist, * 26. januar 1965, Celje.
Idejni vodja celjske rock skupine Stranci. V zadnjih treh desetletjih je kitaro in bas kitaro igral v mnogih zasedbah žanra blues rock, punk rock ter alternativni rock, kot so Baby zdravo,  Lokalne Pizde, Undertaker, Detonator in druga imena.
Med letoma 1993 in 2002 je vodil rock klub Ally na Ljubečni pri Celju, kjer je odraščal in kjer še danes živi. Celo desetletje je organiziral koncerte znanih in manj znanih rock zasedb iz cele Slovenije. 
Leta 2002 je ustanovil zasedbo Stranci, za katero piše in komponira skladbe od vsega začetka. Z zasedbo Lokalne Pizde je leta 1998 posnel album Slovenija, na katerem je posnel tako kitare kot bas kitaro - in prispeval tudi kot avtor glasbe.
S Stranci je 14.1.2012 odigral koncert v oddaji IZŠTEKANI na VALu 202 (studio 14, RTV). Z njimi je posnel dva albuma in en videospot (Pozabi tako demokracijo). Njihovi posnetki se nahajajo na različnih kompilacijah.

## Diskografija
- Undertaker/Blues and Rock'n'Roll Party (1994, Amadeus)
- O berštajer bugibend/Js mam Blues (1996, samozaložba)
- Lokalne Pizde/Slovenija (1998, samozaložba)
- Stranci/Zavrnjeno (2005, samozaložba)
- Stranci/Kirjetukinor (2009, FV Music)